# Xiphactinus
Xiphactinus (Gr.: „flinker Schwertfisch“, Syn.:  Polygonodon, Portheus) ist eine Gattung großer ausgestorbener Raubfische aus der Ordnung der Ichthyodectiformes. Zahlreiche Fossilien wurden in Ablagerungen des Western Interior Seaway im zentralen Nordamerika gefunden. Sie werden in die Oberkreide (Turonium bis Maastrichtium) datiert.

## Beschreibung
Xiphactinus war ein kräftig gebauter Fisch. Er hatte eine muskulöse Schwanzflosse, mit der er eine Geschwindigkeit von 60 km/h erreichte. Der Unterkiefer war so beschaffen, dass er sein Maul weit aufreißen konnte. Der Fisch unterscheidet sich durch den Bau des Schwanzflossenskeletts und einen besonderen, Ethmopalatinum genannten Knochen im Nasengrubenboden von allen anderen Echten Knochenfischen (Teleostei). Die Schwanzflosse ist groß und tief gegabelt, typisch für schnelle Jäger des Freiwassers (Pelagial). Insgesamt wurde Xiphactinus 5 bis 6 Meter lang.

## Fossilien
Die ersten Xiphactinus-Fossilien wurden in den 1850er Jahren in Kansas, USA, gefunden. Seither hat man viele Exemplare gefunden, darunter ein fünf Meter langes Tier, das einen kompletten, zwei Meter langen Fisch mit dem Kopf voran verschluckt hatte.